# Richard Harding Poff

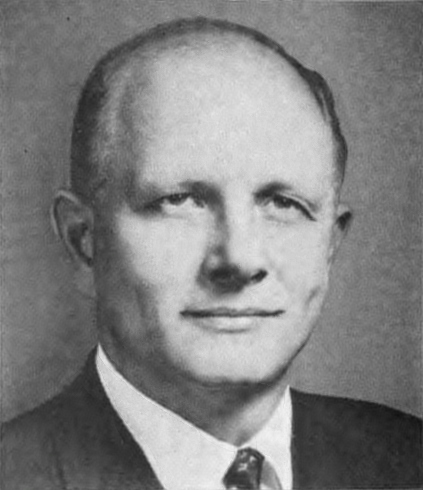
Richard Harding Poff (1969)

Richard Harding Poff (* 19. Oktober 1923 in Radford, Virginia; † 28. Juni 2011 in Tullahoma, Tennessee) war ein US-amerikanischer Jurist und Politiker. Er gehörte der Republikanischen Partei an.

## Werdegang
Richard Poff besuchte die öffentlichen Schulen in Christiansburg. Danach studierte er am Roanoke College in Salem. Während des Zweiten Weltkrieges war er als Bomberpilot in der Eighth Air Force in England tätig. Dort flog er 35 erfolgreiche Einsätze über Europa. Im Laufe dieser Zeit wurde ihm das Distinguished Flying Cross verliehen. Seine Dienstzeit belief sich vom Februar 1943 bis zum August 1945. Er schied aus dem Dienst mit dem Rang eines First Lieutenant aus.
Nach dem Krieg ging er an die University of Virginia in Charlottesville und machte dort 1948 seinen Bachelor of Laws. Seine Zulassung als Anwalt bekam er schon im Juni 1947 und eröffnete dann 1948 eine Anwaltspraxis in Radford.
Poff wurde als Republikaner in den 83. Kongress der Vereinigten Staaten gewählt. Dort vertrat er Virginias sechsten Wahlbezirk. Ferner wurde er noch neun weitere Male in das US-Repräsentantenhaus wiedergewählt. Seine Amtszeit belief sich dort vom 3. Januar 1953 bis zu seinem Rücktritt am 29. August 1972, als er als Richter zum Supreme Court of Virginia wechselte.
Poff war einer von zwei republikanischen Abgeordneten in Virginias Delegation, die das so genannte „Southern Manifesto“, das ein Gerichtsurteil im Sinne der Rassengleichberechtigung verurteilte, unterschrieben.
Richard Poff lebte zuletzt in Midlothian.